# 손꼴가시이끼속
손꼴가시이끼속 또는 털잎이끼속(Ptilidium)은 손꼴가시이끼목에 속하는 우산이끼류 속의 하나이다. 손꼴가시이끼과(Ptilidiaceae)의 유일속으로 3종으로 이루어져 있다.

## 하위 종
- Ptilidium californicum
- Ptilidium ciliare
- Ptilidium pulcherrimum'